# خواجو
خواجو ( شیر ماهی )
- نام انگلیسی: Transcaspian marinka
- نام علمی: Schizothorax pelzami ( Kessler, 1870 )
- پراکنش: در ایران در حوضه تجن ( خراسان ) و حوضه کویر (رودخانه لائین، چشمه روئین، چشمه گیلاس، چشمه علی دامغان)می‌باشد. ماهیان این جنس در آسیای مرکزی، افغانستان نیز پراکنده‌اند.
- ویژگی‌های مرفولوژیک: دندان حلقی سه ردیفی(۵٫۳.۲-۲٫۳.۵.)؛ بیشینه درازا ۳۶ سانتی مترو وزن متوسط آن‌ها ۲ کیلوگرم گزارش شده‌است. در قسمت شکمی و نزدیک باله مخرجی شکافی وجود دارد که بر اثر کنار هم قرار گرفتن فلس‌های نزدیک مخرج به وجود آمده است؛ فلس‌ها کوچک، دهان زیرین و دو زوج سبیلک دارد؛ قسمت بالای خط جانبی تیره و زیر آن به رنگ روشن است. دارای تخم‌های سمی است. تعداد شعاع‌های سخت باله پشتی ۳ عدد و شعاع‌های نرم آن ۵ عدد می‌باشد، همچنین در باله مخرجی دارای ۳ شعاع سخت و ۵ شعاع نرم است.تعداد فلس بر روی خط جانبی ۱۰۰-۹۶ عدد است.
- تغذیه: بچه ماهیان از پلانکتون‌های جانوری و گیاهی وماهیان بالغ از نرم‌تنان، سخت پوستان و گیاهان آبزی نیز تغذیه می‌کنند.
- بیولوژی: این ماهیان در رودخانه‌ها و دریاچه‌ها زندگی کرده و در همان محل نیز تخم‌ریزی می‌کنند؛ زمان تخم‌ریزی برحسب درجه حرارت آب، ماههای اسفند تا اواخر اردیبهشت است. درجه حرارت مناسب برای تخم‌ریزی ۱۸-۱۵ درجه سانتی گراد می‌باشد. تعداد تخم این ماهی را ۲۰-۲۰۰ هزار عدد تخمین می‌زنند. تخم‌ها چسبناک هستند و بر روی سنگ‌ها یا گیاهان آبزی می‌چسبند. تخم این ماهیان سمی بوده و مصرف آن کشنده‌است.
- ارزش اقتصادی: ماهی خواجو دارای ارزش اقتصادی است.